# Famille de Lasteyrie
La famille de Lasteyrie du Saillant est une famille subsistante de la noblesse française, d'extraction médiévale (1371), originaire du Bas-Limousin.

## Histoire
La famille de Lasteyrie, originaire du Bas-Limousin a été admise aux honneurs de la Cour.
En 1810, Jean Charles est fait comte de l'Empire.

## Personnalités
- Charles Philibert de Lasteyrie (1759-1849), agronome et philanthrope.
- Jean Charles Victorin de Lasteyrie du Saillant (1768-1833), capitaine de dragons au régiment de Noailles, maire de Boubers sur Canche (1799-1804), chambellan de l'empereur (1809), préfet de la Lippe (1811-1813).
- Ferdinand Charles Léon de Lasteyrie (1810-1879), fils de Charles Philibert, ingénieur, député de la Seine (1841-1851), érudit, membre libre de l'Académie des inscriptions et belles-lettres.
- Jules de Lasteyrie (1810-1883), cousin germain du précédent, député de Seine-et-Marne (1841-1849, réélu en 1871), élu sénateur inamovible en 1875, écrivain et journaliste.
- Robert de Lasteyrie (1849-1921), historien de l'art, conseiller général de la Corrèze (1880-1898), député (1893-1898), maire d'Allassac (1896-1912).
- Charles de Lasteyrie (1877-1936), fils du précédent, ministre français des Finances (1922-1924).
- Isabelle de Lasteyrie du Saillant née Giscard d'Estaing (1935-2021), « comtesse » Guy de Lasteyrie, créatrice du festival de la Vézère à Voutezac (Corrèze)[3].
- Hugues de Lasteyrie (1949-2007), financier franco-belge.
- Paul du Saillant (1959), dirigeant d'entreprise, directeur général délégué d'EssilorLuxottica.
- Cyrille de Lasteyrie du Saillant, dit « Vinvin » (1969), blogueur, vidéaste, acteur, auteur et entrepreneur.
- Grégoire de Lasteyrie (1984), maire de Palaiseau, conseiller régional d'Île-de-France et président de la communauté d'agglomération Paris-Saclay.

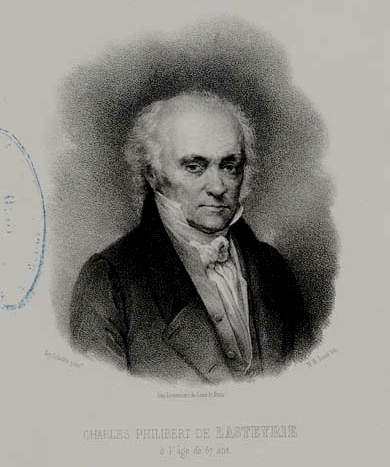
Charles Philibert de Lasteyrie (1759-1849)
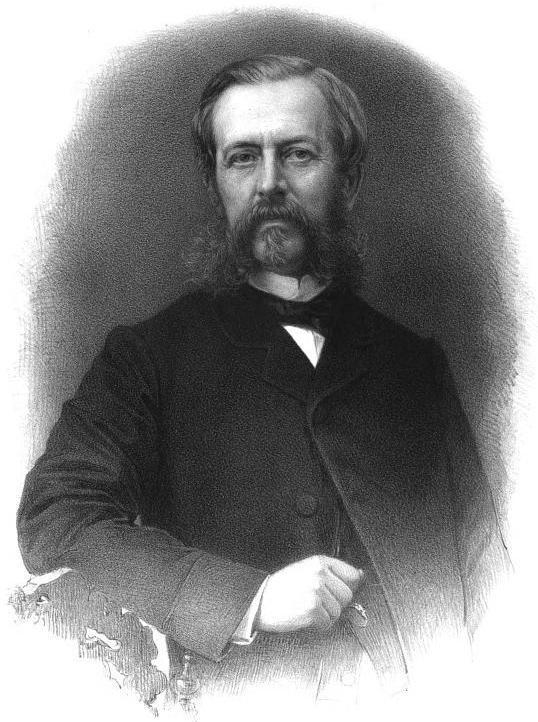
Ferdinand Charles Léon de Lasteyrie (1810-1879)
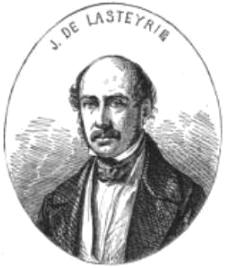
Jules de Lasteyrie (1810-1883)
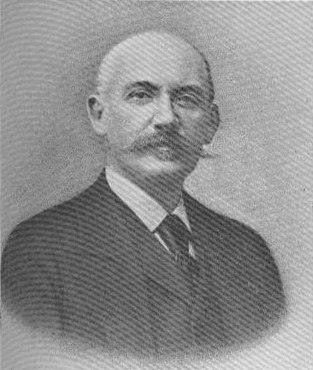
Robert de Lasteyrie (1849-1921)
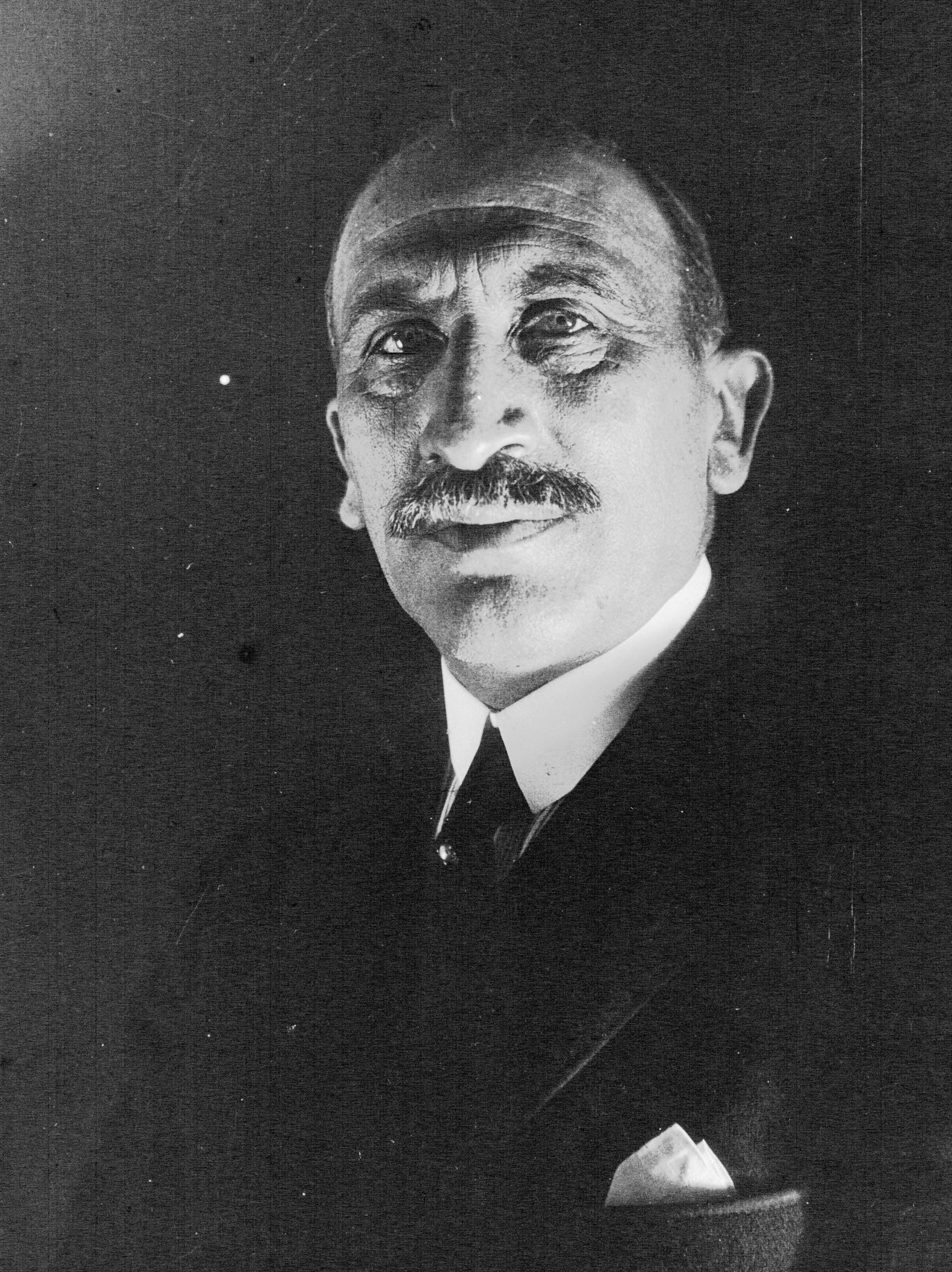
Charles de Lasteyrie (1877-1936)
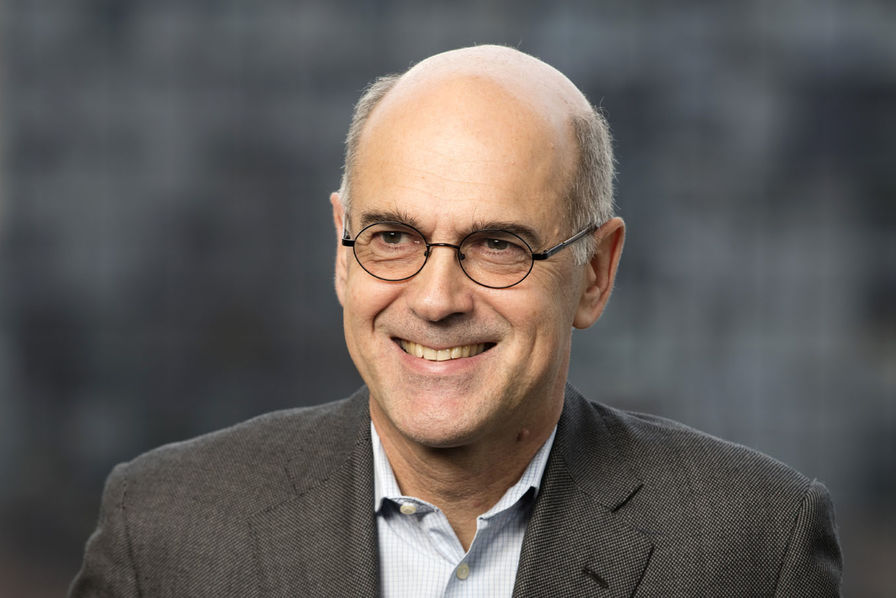
Paul de Lasteyrie du Saillant (1959)
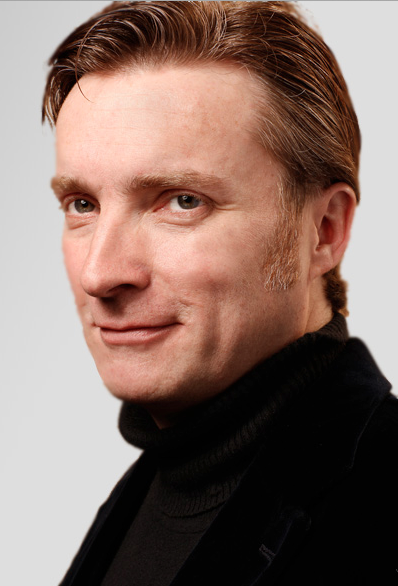
Cyrille de Lasteyrie du Saillant dit Vinvin (1969)

## Alliances
Les principales alliances de la famille de Lasteyrie sont : de Berghes Saint Winock (1798), de Salviac de Viel-Castel (1826), de Beaupoil de Saint-Aulaire, de La Vallée de Rarécourt de Pimodan (1936), Giscard d'Estaing (1957), Polge de Combret (1985).